# Mord i Paradis
Mord i Paradis er en dansk film fra 1988, der er instrueret af Sune Lund-Sørensen efter manuskript af Erik Balling, Henning Bahs og Sune Lund-Sørensen efter Dan Turèlls roman Mord i Rodby.
Det er efterfølgeren til Mord i mørket fra 1986.
Blandt de medvirkende kan nævnes:
- Michael Falch
- Susanne Breuning
- Ole Ernst
- Hans Henrik Voetmann
- Morten Grunwald
- Bjørn Puggaard-Müller
- Hans-Henrik Krause
- Lars H.U.G.
- Lone Helmer
- John Martinus
- Kirsten Lehfeldt
- Charlotte Sieling
- Jan Hertz
- Holger Munk
- Preben Ravn
- Hans Henrik Bærentsen
- Michael Hasselflug
- Tage Axelson
- Lise-Lotte Norup
- Peter Larsen
- Peter Schrøder
- Flemming Dyjak